# 大友康平
大友 康平（おおとも こうへい、1956年〈昭和31年〉1月1日 - ）は、日本のミュージシャン、俳優、タレント。日本のロックバンド「HOUND DOG」（ハウンド・ドッグ）のボーカル。直木賞作家の長部日出雄は母方の叔父にあたる。身長170cm。血液型A型。妻は元ファッションモデルの木下桂子。

## 来歴・人物
康平の「康」は徳川家康から、「平」は在原業平からとられている。
宮城県塩竈市生まれ。実家の「大友材木所」は、宮城県でも三本の指に入るほどの大きさであったが、康平が一歳の時に倒産。両親は乳飲み子の康平を連れて母方の実家・青森県弘前市に移る。そこでは長居することができず、後に千葉県松戸市へと移る。父はそこで一旦サラリーマンになるが、祖父の知り合いが埼玉県入間郡越生町に材木工場を開いてくれて、父はサラリーマンを辞め再び材木商となり、康平が4歳の時、越生町に一家で引越し、19歳で東北学院大学に入学するまで同地で過ごした。幼少時代から、街のカラオケ大会等で熱唱し、その片鱗を見せる。本格的に音楽を始めたのはグループ・サウンズ・ザ・タイガースが好きだった父の影響。一番衝撃を受けたのはキャロルで、高校に入って仲間を集めキャロルを真似たバンドを作った。高校は埼玉県立川越工業高等学校建築科へ行き、やんちゃしながらも、武者小路実篤等を愛読する読書家でもあった。その時の経験が後の活動の礎となる。
一浪した後、東北学院大学経済学部に入学、卒業。仙台市長の郡和子とは、東北学院大学の同期生である。社会科の中学・高校教員免許状を持つ。教育実習では仙台市立八軒中学校で教壇に立ったことがあり、テーマは「江戸時代の農民と町人の暮らし」であった。当時は仙台のテレビ局でアルバイトをしていた。大学時代に同級生の今田青春とお笑いコンビ「コント爆弾」を組み活動していた。ある日、コント中に小学生に石をぶつけられて逆上し、「おまえの親を呼んでこい」と迫った。この一件をきっかけにコンビを解散。
大学時代にサークルのメンバーからの誘いでHOUND DOGに加入。結成。1979年（昭和54年）、第1回CBSソニーSDオーディションに合格（同期合格者は堀江淳、五十嵐浩晃、村下孝蔵）。ロックジャムで準グランプリ、最優秀ボーカリスト賞を受賞してソニーレコードと契約、1980年（昭和55年）にプロデビューした。1981年（昭和56年）にはロックンロールオリンピックを開催。バンドのフロントマンとして活動する一方で、俳優としての仕事も行っていた。1980年代後半、光GENJIや男闘呼組などジャニーズ事務所所属のタレント歌手を敵視し、彼らを揶揄するような歌も作詞していたが、近年では、KAT-TUNや関ジャニ∞などとバラエティ番組で共演。大晦日にももいろクローバーZが主宰する『ももいろ歌合戦』にも出演するなど、アイドルシーンとのコラボにも寛容な姿勢を示すようになっている。
学校側からの依頼を受け、台東区立桜橋中学校（2002年開校）の校歌「永遠の唄 Song of Forever」を作詞した。なお、作曲はHOUND DOGのメンバー八島順一が担当した。
野球とプロレスを愛好し、長嶋茂雄を敬愛している。そのこともあり、元々は大の読売ジャイアンツファンであるが、2005年に自身の地元・宮城県に誕生した東北楽天ゴールデンイーグルスのファンクラブ名誉創立会員の会員No.1でもある。第2次UWFのファンだった縁で高田延彦と交流があった。
2005年（平成17年）1月、当時の所属事務所マザーエンタープライズの取締役でありながら独立し、個人事務所イエホックを設立。イエホック移籍に消極的であった蓑輪単志・鮫島秀樹の2名をHOUND DOGのメンバーから外し、4人編制で活動を開始、翌2006年（平成18年）には、待遇に不満を示したという理由により八島順一・橋本章司・西山毅も1年で解雇、その後は自分一人でHOUND DOGを名乗ることを宣言した。これらの経緯や騒動に関してはHOUND DOG#来歴を参照。
2012年11月7日に自身のブログで2011年に突発性難聴にかかっていたことを告白した。聴力については手術も受けたが戻っておらず、また、関係者の話でも、完全な聴力回復はほぼあり得ないという。なお、大友自身は「歌うことに支障はない」「震災で被害を受けた方々に比べたら、俺の問題なんて、ちっぽけなものだ」「手術はしたけれど、片方の耳の聴力は戻っていない。少し安静期間を取ったけれど、状況は変わらなかった。現実をしっかり受け止め、“それ”と正面から付き合うことにした」と発言している。また、どちらの耳が聞こえなくなったかは、共演者や番組関係者に気を遣わせるので公表しないとしている。
原口あきまさや山口智充をはじめとして、独特な歌唱法が多くのものまね芸人に敬意を込めて笑いのタネにされる事も多く、「水曜日のダウンタウン」への出演や「タマホーム」のCMなどで分かるように、近年は大友本人も歌唱法を笑いのタネにしている。
2018年以降、大晦日のももいろ歌合戦（BS日テレ・フジテレビNEXT・ニッポン放送など）に連続出場。
2024年1月18日、腎臓の腫瘍の摘出手術を受けるため当面休養し、3月に開催予定だったバンドのライブツアーを中止することが発表された。

## ディスコグラフィ
- HEAVEN（1997年6月18日、バリアフリー/ポニーキャニオン、BFDA-00001） - ソロデビューシングル。作詞：大友康平、作曲：後藤次利。
- HEAVEN（1997年6月18日、バリアフリー/ポニーキャニオン、BFCA-10001） - 上記の曲を含む初ソロアルバム。全曲作曲・編曲・プロデュースは後藤次利。
- TAKE ME OUT TO THE BALL GAME〜僕を野球に連れてって（1999年8月6日、トランジスターレコード） - アメリカの野球ファンの愛唱歌「TAKE ME OUT TO THE BALL GAME」を大友康平自身が訳詞した。東京ドームでイニング間のグラウンド整備中に流されたことがある。
- 夢の別の名前（2001年）- 新世紀・みやぎ国体のイメージソングとして使われた。作詞：阿木燿子、作曲：宇崎竜童。
- STARTING OVER（発売中止） - ソロでは、初の自作曲。2006年8月、世界王座に挑戦する亀田興毅の応援ソングとして発売されることが一部サイトで発表されていたが、直前で発売中止となった。ハウンド・ドッグをめぐる一連の騒動が関係しているといわれている。
- RISE（2008年3月26日、avex trax） - アニメ「メジャー」 第4シリーズオープニング曲。マーティ・フリードマン、ビリー・シーンが参加。
- J-STANDARD 70’S（2008年5月28日、HATS UNLIMITED） - 大友康平がセレクトし歌った70年代J-POPのカバーアルバム。
- HOUND DOG ULTIMATE BEST（2009年5月20日、ハッツアンリミテッド） - ハウンドドッグの楽曲14曲を再録音したアルバム。当初は2008年5月に発売する予定だったが、八島と蓑輪の「今は歌って欲しくない」という反対の意向で発売延期となっていた[7]。
- 花は咲く（2012年5月23日） - NHK東日本大震災復興応援ソング、花は咲くプロジェクトメンバーとして参加。作詞：岩井俊二、作曲・編曲：菅野よう子。
- J-STANDARD BALLADS

## 楽曲提供
- KAYOCO「KNOCKIN' MY HEART」（作曲）
- 川島なお美「SCHOOL SCANDAL」（作曲）
- デーブ大久保「ダイヤモンド・ヒーロー」（作詞）
- 美木良介「STORY〜君に逢うための」（作詞）
- ものまねオールスターズ「I.D.〜IMITATION DIAMOND〜」（作詞）

## 出演

### 映画
- ゴールドラッシュ（1990年、東映、監督：和泉聖治、共演：南野陽子、布施博） - 主演・村木純一 役 ※初主演
- 緑の街（1998年、ファー・イースト・クラブ、監督：小田和正）
- のど自慢（1999年、東宝、監督：井筒和幸、共演：室井滋） -  主演・荒木圭介 役
- パッチギ!（2004年、シネカノン、監督：井筒和幸、主演：塩谷瞬、沢尻エリカ） - ラジオ局のディレクター役
- アテルイ（2005年、マジックバス、監督：出﨑哲） - 主演・アテルイ役[8]
- いらっしゃいませ、患者さま。（2005年、松竹、監督：原隆仁、共演：渡部篤郎、原沙知絵） - 恩地明郎（風俗業界のカリスマ再建屋）役
- LOVE DEATH（2007年、デスペラード、監督:北村龍平、共演:武田真治）
- スピードマスター（2007年、東芝エンタテイメント） - 桜井辰二 役
- 次郎長三国志（2008年、角川映画、監督：津川雅彦（マキノ雅彦 名義）） - 沼津の佐太郎 役
- 笑う警官（2009年、東映、監督：角川春樹） - マスター 安田 役
- アサシン（2011年、監督：小原剛）
- ライヴ（2014年、KADOKAWA、監督：井口昇） - 鮎川雄一 役
- ラブ×ドック（2018年5月11日、アスミック・エース、監督：鈴木おさむ）
- 一度死んでみた（2020年3月20日、松竹、監督：浜崎慎治、主演：広瀬すず） - ジェームズ布袋 役
- 星の子（2020年10月9日） - 雄三おじさん 役[9]

### テレビドラマ
- FLY 航空学園グラフィティ（2000年、NHK・ドラマDモード） - 原匠（教官） 役
- 女子アナ。（2001年、フジテレビ） - 高見沢伸一（プロデューサー） 役
- リターンマッチ〜敗者復活戦〜（2004年12月5日、フジテレビ） ※自身のデビュー25周年を記念し、テレビドラマ初主演
- アンテナ22特別版特別ドラマスペシャル 総理大臣小泉純一郎（2006年、日本テレビ） - 菅谷武士 役
- ドラマ30『お・ばんざい!』（2007年、MBS） - 山形棟雄 役
- 水曜ミステリー9（テレビ東京）
  - 旅行作家・茶屋次郎7・天竜川連続殺人事件（2007年4月21日） - 坂井泰造 役
  - 夏樹静子サスペンス特別企画/四文字の殺意・ひめごと（2008年2月6日） - 梶原慎一 役
  - 「第27回横溝正史ミステリ大賞/誤算」（2008年3月5日） - 遠山弁護士 役
  - さすらい署長 風間昭平11・みやぎ松島湾殺人事件（2014年10月8日） - 尾形誠二 役
  - 検事・沢木正夫3・共犯者（2015年8月19日） - 梨本克昭 役
  - 保険犯罪調査員 佐伯初音 空白の起点（2016年7月20日） - 国分久 役
- 勉強していたい!（2007年8月 - 9月、NHK） - 井手幸作 役
- うさぎたちものちつき（2008年、ネットシネマ.tv）
- 月曜ゴールデン（TBS）
  - 『女教師探偵・西園寺リカの殺人ノート』（2008年5月19日） - 村上刑事 役
  - 『スクープ 遊軍記者・布施京一』（2015年6月15日） - 油井太郎 役
- ドラマ8『キャットストリート』 第5話・最終話（2008年9月25日・10月2日、NHK） - 古川憲一 役
- 土曜ワイド劇場・法医学教室の事件ファイル28 整形美女は二度殺される!?（2009年2月14日、テレビ朝日） - 松葉努 役
- 金曜プレステージ（フジテレビ）
  - 外科医 鳩村周五郎3 血塗られた挑戦状II（2009年8月28日） - 小笠原浩一 役
  - 赤い霊柩車シリーズ26（2010年10月1日） - 与那忠志 役
  - 女医・倉石祥子シリーズ（2012年2月17日 - ） - 赤井和義 役
- フリーター、家を買う。（2010年10月 - 12月、フジテレビ） - 大悦貞夫 役
- 新春ワイド時代劇『戦国疾風伝 二人の軍師 秀吉に天下を獲らせた男たち』（2011年1月2日、テレビ東京） - 吉川元春 役
- バーテンダー 第6話（2011年3月11日、テレビ朝日） - 山之内清治 役
- 牙狼＜GARO＞〜MAKAISENKI〜 第8話（2011年11月24日、テレビ東京） - 猪狩重蔵 役
- 最高の人生の終り方〜エンディングプランナー〜（2012年1月 - 3月、TBS） - 田中英輔 役
- リセット〜本当のしあわせの見つけ方〜（2012年9月30日、TBS） - 監督 役
- そこをなんとか（2012年10月 - 12月、NHK BSプレミアム） - 菅原耕太郎 役
  - そこをなんとか2（2014年8月 - 9月）
- 牙狼＜GARO＞〜闇を照らす者〜（2013年4月 - 9月、テレビ東京） - 符礼 役
- 雲の階段（2013年4月 - 6月、日本テレビ） - 村木栄次 役
- Oh,My Dad!! 第8話（2013年8月29日、フジテレビ） - 川辺 役
- 特集ドラマ『かつお』（2013年12月18日、NHK） - 主演・山村武雄 役
- ドラマW 埋もれる（2014年3月16日、WOWOW） - 中島茂樹 役
- プレミアムよるドラマ『今夜は心だけ抱いて』（2014年3月 - 4月、NHK BSプレミアム） - 深尾征夫 役
- ラスト・ドクター〜監察医アキタの検死報告〜 第5話（2014年8月8日、テレビ東京） - ラーメン屋の店主 役
- 五つ星ツーリスト〜最高の旅、ご案内します!!〜 第7話（2015年2月19日、読売テレビ） - 阿久津和也 役
- スペシャルドラマ『経世済民の男』 第一部「高橋是清」（2015年8月22日・29日、NHK） - 田中義一 役
- 44歳のチアリーダー!!（2015年12月20日、NHK BSプレミアム） - 大多 役
- わたしを離さないで 第5話（2016年2月12日、TBS） - 古着屋店長 役
- 警視庁捜査二課・郷間彩香 特命指揮官（2016年10月22日、フジテレビ） - 竹下聖史 役
- 全力失踪 第7話（2017年10月15日、NHK BSプレミアム） - 遠藤一 役
- ドクターX〜外科医・大門未知子〜第5シリーズ 第9話（2017年12月7日、テレビ朝日） - 九重節郎 役
- 孤独のグルメSeason7 第12話（2018年6月30日、テレビ東京）- 五十嵐 役
- 嫌われ監察官 音無一六〜警察内部調査の鬼〜5（2018年7月6日、テレビ東京） - 有村俊樹 役
- ダイアリー（2018年9月9日 - 9月30日、NHK BSプレミアム） - 石田静雄 役
- ドロ刑 -警視庁捜査三課- 第8話（2018年12月1日、日本テレビ） - 偽煙烏（小沼誠一） 役
- 3年A組-今から皆さんは、人質です-（2019年1月6日 - 3月10日、日本テレビ） - 五十嵐徹 役
- 記憶捜査〜新宿東署事件ファイル〜 最終話（2019年3月1日、テレビ東京） - 森勇 役
- 盤上の向日葵（2019年9月8日 - 9月29日（予定）、NHK BSプレミアム） - 石破 役
- シャーロック (テレビドラマ)（2019年、フジテレビ） ‐ 古賀智志 役
- SEDAI WARS（2020年、毎日放送） - 内閣総理大臣・安藤直樹 役
- 行列の女神〜らーめん才遊記〜 第4話（2020年5月11日、テレビ東京）- 「さかな居酒屋ほんだ」店主・本多信和 役
- 警視庁強行犯係・樋口顕 第4話（2021年2月5日、テレビ東京） - 梶山征仁 役
- マイファミリー（2022年4月10日 - 6月12日、TBS） - 牧村正文 役[10][11]
- 魔法のリノベ（2022年） - 飛山剛志 役
- 探偵ロマンス（2023年1月21日 - 2月11日、NHK総合） - 狭間勇 役[12]
- 夕暮れに、手をつなぐ 第6話（2023年2月21日、TBS） - 犀賀涼平 役[13]
- スタンドUPスタート 第8話（2023年3月8日、フジテレビ） - 三星匡邦 役[14]
- 風のふく島 第10話（2025年3月15日、テレビ東京） - 好川治 役[15]

### テレビその他
- サウスパーク（1999年 - 2004年、WOWOW） - オープニング
- 音楽バラエティ・なぎらTV あの時代を語れ!（2007年2月、歌謡ポップスチャンネル）
- 難問解決!ご近所の底力SP（2009年1月30日、NHK総合）
- いい旅・夢気分（2009年8月5日、テレビ東京） - 高橋ジョージと共演
- スポーツ大陸・「東京ヤクルトスワローズ・相川亮二」（2009年、NHK） - ナレーション
- 行列のできる法律相談所（2011年1月2日、日本テレビ）
- 人志松本の○○な話 人気企画の3本立て!!SP（2011年4月1日、フジテレビ） - 『決めてほしい話』の語り手として出演
- J-POP青春の'80（2011年4月7日 - 9月29日、2012年3月30日 - 、BSプレミアム） - 橋本奈穂子アナウンサーと共に司会
- 人志松本の○○な話（2011年4月8日、フジテレビ）
- アスリートの魂「"心鍛えて強くなれ" 大関への挑戦 琴奨菊」（2011年9月26日、NHK総合） - ナレーション
- NHKスペシャル「気仙沼 人情商店街」（2012年3月6日、NHK総合） - ナレーション
- プロ野球セットpresents「プロ野球ワイド」（2016年8月 - 、スカチャン0） - 司会 [16]
- ちちんぷいぷい水曜日（2017年4月 - 2019年3月、毎日放送） - スタジオパネラーとして全編に出演したほか、2018年1月からは、金山泉（毎日放送アナウンサー）とのコンビで「駅前シャッターチャンス」（街頭ロケ企画）のリポーターも担当。レギュラー出演を終了してからも、HOUND DOGとしての活動の一環でゲストに登場することがある。
- 秘密のケンミンSHOW - 宮城県民として不定期出演
- CROSS LINE〜アスリート×東北 みらいを創る〜（2019年4月3日 - 2020年12月29日、TBS） - ナレーション
- 乃木坂スター誕生!（2021年7月6日、日本テレビ）
- 高見沢俊彦の美味しい音楽 美しいメシ（2025年6月6日、BS朝日）[17]

### ラジオ
- 明治製菓提供ザ・ビートルズ（1980年 - 1981年、文化放送）
- セイ!ヤング（1980年 - 1981年、文化放送）
- だから大好き60分（1981年、東北放送）
- ジャンボリクエストAMO（1982年、東北放送）
- SCHOOL'S OUT（1986年 - 1987年、文化放送）
- 大友康平のミュージックキャンプ（2005年 - 2007年、ニッポン放送）
- 大友康平総合研究所

### オリジナルビデオ
- 虎狼の群れ1・2（2017年、コンセプトフィルム、オールインエンタテインメント） - 火浦署刑事（課長） 役[18]

### CM
- キッコーマン「トライアングル」（1998年）
- 大日本除虫菊「カトリス」（2007年） - 藤原紀香と共演
- NTT東日本「光iフレーム2」（2011年）
- JAバンク「年金口座 シニア応援篇」（2016年） - CMソング歌唱（「年金口座は〜」のところを歌っている）
- タマホーム「想いを込めた歌」篇 （2017年） - 「♪ハッピーライフ、ハッピーホーム、タマホーム」をアレンジして歌唱
- いすゞ自動車「いすゞのトラック」『エルフ「つながるトラック」』篇・『エルフ「つながる×みつめるトラック」』篇（2019年10月 - ）[19]
- 日本マクドナルド『ビーフシチューパイ パイがすべてさ』篇（2022年12月6日 - ）[20]

### 配信ドラマ
- 死神さん season2 第5話（2022年10月15日、Hulu） - 亀島秀康 役[21]
- フクロウと呼ばれた男（2024年4月24日 - 5月8日、Disney+） - 西條宗介 役[22]

### 舞台
- SHOW×MUSICAL『ドリームハイ』（2025年4月11日 - 27日、シアターH） - 校長先生 役[23]

### その他
- パチンコ サンセイR&D CR牙狼 金色になれ
- 時代遅れのRock'n'Roll Band（2022年）※ 桑田佳祐 feat. 佐野元春、世良公則、Char、野口五郎名義での配信リリース。ドラム担当でMVに特別出演。